# Avicularia walckenaeri
Avicularia walckenaeri is een spin uit de familie vogelspinnen (Theraphosidae) en lid van het geslacht Avicularia. Deze spin is endemisch in Brazilië.
Uiterlijk lijkt de spin op Avicularia aurantiaca, maar de bandering op de poten is oranje van kleur.